# Nesticus ambiguus
Nesticus ambiguus là một loài nhện trong họ Nesticidae.
Loài này thuộc chi Nesticus. Nesticus ambiguus được J. Denis miêu tả năm 1950.